# 熱血BO-SO TV
『熱血BO-SO TV 千葉の元気を世界に届ける広告会社』（ねっけつぼうそうティーヴィー ちばのげんきをせかいにとどけるこうこくがいしゃ）は、2010年4月3日から2020年3月28日まで千葉テレビ放送で毎週土曜日にチバテレAスタジオから生放送されていたローカルワイド番組。ハイビジョン制作（地上デジタル放送のみ）、ステレオ放送。
番組開始から2013年3月まで、サブタイトルは「元気推進プロジェクト」（げんきすいしんプロジェクト）であった。2013年4月から「千葉の元気を世界に届ける広告会社」に変更され、番組セットも新装された。

## 概要
基本的には千葉県の人や名産など、生放送で地域情報を伝える番組である（時折茨城県など他県を含むこともある）。タイトルの「BO-SO」は、千葉県の別称として用いられる「房総」と、「暴走」をかけている。
舞台は「熱血BO-SO社」という千葉の元気を発信する架空の広告会社。社長の八波一起以下、社員や「エージェント」と呼ばれるリポーターがあらゆる情報を伝える。VTRに移るときには、「VTR ウェルカム」（後述の「ローカル鉄道オタク旅」では「VTR 出発進行」）と言うのがお約束である。2014年7月には、いすみ市内にある廃校を利用した「いすみ支社」が設立された（2015年3月終了）。
後述するAKB48がレギュラー出演していた頃（番組開始から2011年まで）は、チバテレの中でも比較的番組CMを放送する頻度が高く、当初CMでのキャッチフレーズは「土曜日に暴走（BO-SO）するのは、誰だ」が使用されていた（現在CMでは用いられていないが、番組ホームページにこのフレーズが使用されている）。また、相談役の森田健作千葉県知事がかつて主演を務めた『おれは男だ!』再放送（2010年4月-2011年3月放送）の番宣も兼ねているものもあった。

### 番組とのコラボレーション企画
- 「熱血BO-SOサイダー 醤油味」：長柄町にある飲料水業者のジャパンフーズとコラボレーションした商品。番組内で何度か試飲を重ね、2011年に千葉県内の道の駅などで販売された。また、2013年6月10日より「ジャパネットたかた」のホームページで「熱血BO-SOサイダー 醤油味」のインターネット販売を開始した。このため、今まで千葉県限定の商品が、ついに全国展開となった。ホームページには、本番組のロゴが掲載し「2012年度千葉県優良県産品認定!」と書かれている。
- 「熱血BO-SO弁当」：にしおかすみこが、山武市のご当地食材を使った弁当を制作。2012年5月26日に山武市にある道の駅オライはすぬまで販売された。
- 「チバテレ×千葉三越 熱血BO-SO TV 千葉・房総フェスティバル」：2013年3月13日 - 3月18日に千葉市内の千葉三越で開催。「熱血BO-SO人」や「熱血スイーツコレクション」などで登場した店舗などによる物産展[1]。同時開催として『チュバチュバワンダーランド』のステージショーを実施。
- 「ちばアクアラインマラソン」への挑戦：大会が行われる度に、熱血BO-SO社から誰かがランナーとして参加していた[2]。
  - 2012年：にしおかとクロちゃんがフルマラソンにチャレンジ。にしおかは3時間55分23秒と、女性芸能人としてはかなりの好記録である3時間台で完走した（3時間台でフルマラソンを走れる女性タレントは、にしおか以外では『Rising Reysol』に出演している西谷綾子など少数）。一方クロちゃんは負傷のため、途中の関門を超えられず棄権となった。
  - 2014年：この年還暦を迎えたぶっちゃあが、にしおかの伴走付きでハーフマラソンにチャレンジ。しかしこちらも負傷のため、途中の関門を超えられず棄権となった。
  - 2016年：八波社長自ら、にしおかの伴走付きでハーフマラソンにチャレンジ。八波は当時61歳であったが、2時間19分34秒で完走し、4年ぶりの完走者を出すことになった。
  - 2018年：水沢がハーフマラソンにチャレンジ。2時間39分46秒で完走し、2回連続の完走者を出すことになった。そして、ゲストランナーとしてにしおかもハーフマラソンに参加した。

## 放送時間

### 本放送
開始当初は『NEWSチバ600』（5分間）を内包した55分番組として放送していた。後に『NEWSチバ600』は単独化し、番組は5分短縮した（当番組終了後、天気予報→『NEWSチバ600』と放送）。2012年10月からは18:00に『NEWSチバ600』を放送してからの18:05に放送開始となり、終了後に『アクアワールド・大洗天気予報』を放送する。
- 2010年4月3日 - 2010年10月2日　土曜17:30 - 18:25
  - 2010年4月10日は、「第24回共同通信社杯春一番」の競輪中継、及び、「中央競馬ワイド中継」第2部が1時間遅れて17時から放送のため、当番組は30分遅れて18:00 - 18:55までの生放送。
- 2010年10月9日 - 2012年9月29日 土曜17:30 - 18:20
  - 2011年3月12日は、「東日本大震災」による報道特別番組のため、放送はお休み。
  - 2011年3月19日は、上記の東日本大震災報道のため『NEWSチバ600』を拡大放送。そのため、17:30 - 18:00の30分に短縮して放送。スタジオセットはなく、机とモニターだけの状態で放送。冒頭で八波・谷岡が千葉県のみならず、チバテレの視聴者が多く存在し、かつ震災の被害の大きかった茨城県に対してのメッセージも伝えられた。
  - 通常はHD（ハイビジョン画質）放送だが、2011年7月16日のデジタル放送の編成は、「夏の全国高校野球千葉大会」がサブチャンネル（S2・032ch）で放送のため、番組初のSD（標準画質）放送となった。極稀にサブチャンネル編成のケースがあり、この場合はSD放送となる。
- 2012年10月6日 - 2020年3月28日 土曜18:05 - 18:55
  - 放送7分前の17:58頃に、生での番組予告を放送するようになった（主に谷岡などの準レギュラーと、当日出演予定のBO-SO人などが出演）。なお、2014年以降は谷岡が出演していないため、行われていない。
  - 毎年11月は「全国高校ラグビー千葉県大会」、「全国高校サッカー千葉県大会」が行われるため、時間変更が発生する。
    - 2012年11月17日：高校ラグビー県大会準決勝の録画中継のため、以前の時間帯17:30 - 18:20までの生放送。
    - 2013年11月9日：高校サッカー県大会決勝の録画中継のため、17:35 - 18:25までの生放送。
    - 2014年11月8日：高校ラグビー県大会準決勝の録画中継のため、17:35 - 18:25までの生放送。
    - 2015年11月14日・2016年11月12日・2018年11月10日・2019年11月9日：高校ラグビー県大会準決勝の録画中継のため、放送はお休み。

  - 2014年以降、年内最後の放送は年末拡大スペシャルとして放送される。
    - 2014年12月27日：年末拡大スペシャルとして、17:30 - 18:55までの生放送[3]。
    - 2015年12月26日：年末拡大スペシャルとして、17:30 - 18:50までの生放送[4]。

  - 毎年7月の夏の全国高校野球千葉大会期間中は、『高校野球全力応援TV ガチファン』（及び前後の時間調整で『日本ふるさと百景』）を放送のため、当番組にも影響がある。
    - 2014年から2016年までは、原則19:00 - 19:50までの放送（後述のとおり再放送はなし）。
      - 2016年7月23日のみ、本来は翌日7月24日夕方に放送の『チバテレビカラオケ大賞21』再放送が、当初予定では準決勝中継による枠移動（実際は雨天中止などで日程がずれ、24日は調整日扱いになった）で土曜19:00に移動したため、放送はお休み。同様の理由で、翌日24日放送の『浅草お茶の間寄席』も本放送をお休みしている。

    - 2017年は、高校野球期間に該当する7月15日・7月22日はいずれも本放送をお休みし、2週連続休止となる。
    - 2018年は、高校野球期間に該当する7月14日・7月21日・7月28日はいずれも本放送をお休みし、3週連続休止となる。
    - 2019年は、高校野球期間に該当する7月13日・7月20日・7月27日はいずれも本放送をお休みし、3週連続休止となる。

  - 2017年3月11日は「NEWSチバ600」が、前述の東日本大震災（当日が、震災から丁度6年にあたる日）の報道特番として放送拡大のため、当番組は18:15 - 18:55までの短縮放送[5]。
  - 2017年9月2日は「B.LEAGUE KANTO EARLY CUP 2017」の生中継のため、番組はお休み。
  - 2019年5月4日は、映画「U-31」の放映のため、番組はお休み。
  - 2019年9月14日・9月21日・9月28日は、台風15号災害関連情報などの放送のため、番組はお休み。
  - 2019年10月12日は、台風19号災害関連情報などの放送のため、番組はお休み。

### 再放送
2010年10月より再放送を開始。再放送は番組スポンサーの違い、「この番組は昨日の再放送です」という字幕が入ること以外は全てそのまま放送される。
2012年3月18日より、韓国ドラマ『美男ですね』を放送することになったため、同年3月11日で再放送は一度終了。2012年4月8日より、再度日曜19時台に再放送されることになった。しかし、後述するように特別番組の放送が相次ぐ枠のため、年数回程度の放送が続いた結果、2017年12月からは同枠が正式に特別番組枠の位置づけとなったため、2017年11月で再放送枠は終了した。なお、実質的な再放送最終回は2017年11月5日であり、それ以降の11月は県内の高校スポーツ（前述のラグビーやサッカー）や、『有名私立中学入試のヒント』（日出学園中学校など）により、放送がなかった。2018年以降も同時間帯に不定期に再放送されることもあるが、やはり年数回程度の放送である。2019年からは日曜午前に変更され、この枠は前述のちばアクアラインマラソン中継等余程のことがない限りは休止がないため、放送されることの方がレアケースだった2018年とは状況が逆転している。
- 2010年10月10日 - 2010年12月26日、2012年4月8日 - 2017年11月5日 翌日日曜19:00 - 19:50[注 3]
  - 日曜19時台の放送のため、『マリーンズナイター』などのスポーツ番組、他の独立局と毎月1回同時ネットの「ジャパネットたかた生放送テレビショッピング」、単発の特別番組で休止することが多々ある。そのため、番組CMにおいても、再放送については「たまにあり」との字幕が添えられている。
    - 特に7月-10月は、後述する高校野球や、佐原の大祭や柏まつりなどの祭礼特番を放送する都合上、休止が顕著である。
    - 2014年3月16日 - 6月8日の約3ヶ月間、再放送がない状態が続いていた時期がある。

  - 夏の全国高校野球千葉大会期間中（毎年7月）は、『ガチファン』を放送する都合上、18時台の『浅草お茶の間寄席』が当該時間に移動するため、再放送はお休み。
  - 2015年4月5日・12日は、『千葉県少年少女オーケストラ演奏会』放送のため本来ならば休止であるが、当該週は特別企画の「熱血BO-SO社員旅行 in 奄美大島」を放送するため、20:00 - 20:50にずらして放送（本来放送の『戦国鍋TV』『走る男女子部』は放送休止）。
- 2011年1月9日 - 2012年3月11日 翌日日曜13:00 - 13:50[注 3]
  - 2011年3月13日は上記東日本大震災に伴い本放送がないため、『仏像大好。』で穴埋め。
  - 2011年3月20日は、前日の本放送は上記30分短縮版で行われたが、上記東日本大震災の報道特番のため、再放送のみお休み。
  - 2011年6月26日・7月3日は『チバテレビカラオケ大賞21』（再放送）がグランドチャンピオン大会で30分拡大のため、本来カラオケ大賞を放送する枠と交換し、15:00 - 15:50に放送。
  - 2011年7月17日・24日は上記高校野球中継のためお休み。
- 2019年1月13日 - 2020年3月29日 翌日日曜10:30 - 11:20[注 3]

このほか、『マリーンズナイター』の雨天中止に伴う雨傘番組として設定される場合もある。
- 2012年5月20日は、前述のジャパネットたかた2時間特番放送のため、同年5月19日放送分の再放送は当初ない予定であったが、2日後の5月22日に放送を予定していた『マリーンズナイター』が雨天中止のため急遽19:00-19:50に放送された。
- 2013年9月8日も『マリーンズナイター』がノーゲームとなったため、前日9月7日放送分が急遽放送された。皮肉にも、9月8日当日の試合前にQVCマリンフィールドで開催されたイベントの告知がそのまま放送されていた。元々再放送予定がなかったため、字幕などのフォローもない。

### 特別番組
本放送とは別に、特別編として以下の番組が放送されている。
- 「熱血 BO-SO TV PRESENTS リッキーのローカル鉄道オタク旅 総集編」
  - 2011年12月29日・30日、22:00 - 22:55：29日は小湊鉄道、30日にいすみ鉄道編を放送。このときのみ再放送があり、小湊鉄道編は2012年1月1日の25:30 - 26:25まで、いすみ鉄道編は2012年1月7日の14:00 - 14:55[注 4]までの放送。
  - 2013年1月1日・2日、21:00 - 21:55：1日は銚子電鉄、2日は京成千原線編を放送。
  - 2014年1月2日・3日、22:00 - 22:55：2012年夏から2013年冬にかけて放送された小湊鉄道編を前後半に分けて放送。
  - 2015年1月4日、21:00 - 21:55：内房線編を放送[3]。
  - 2016年1月2日・3日、16:00 - 16:55：2日は東武アーバンパークライン、3日は外房線編を放送[4]。
  - 2017年1月2日・3日、21:00 - 21:55：2日は流鉄流山線、3日は京葉臨海鉄道&JR大回り編を放送。
  - 2018年1月2日、22:00 - 22:55：JR総武本線を放送。
- 「熱血 BO-SO TV PRESENTS ちばキャラ運動会 〜MVPと行くごほうびツアー〜」：2014年12月31日の14:00 - 14:45までの放送（再放送はなし）[3]。なお、運動会の本編は12月20日・27日の生放送内で放送された。

## 出演者
ゲスト出演者を除いては、「熱血BO-SO社」の社員として、原則何かしらの肩書きを持っている。
2012年3月の人事異動により、それまで毎週出演していた谷岡（チバテレ退職に伴う）・竹内兄妹・江渡が卒業という形で花束を渡されていたが、いずれも2012年4月以降もしばらくは不定期出演の形で事実上は続投していた。いずれもネームプレートは卒業前のものをそのまま使用しているが、毎週出演ではなくなったため、肩書きのところが「×」印で潰されている形になっている。江渡は2012年7月を最後に、竹内兄妹は2012年9月を最後に出演しなくなったが、谷岡は後に「熱血元秘書」という肩書きが新たにつけられレギュラー出演を2013年12月まで継続していた。この谷岡・竹内兄妹・江渡および月1回のみのレギュラー（後述する小日向など）を除いては、降板などの挨拶などなく自然消滅的に番組に出演しなくなるケースが殆どである。

### レギュラー出演者
病気や舞台出演などの特別な理由がない限りは、毎週出演している出演者（正確には、清宮は2020年1月に一度降板しているが、その後3月に事実上復帰している）。清宮・ぶっちゃあについては、身内をロケに起用することがある。
- 八波一起[注 5][注 6] - 熱血社長（司会）
2010年～2018年までの席は正面。2019年から番組リニューアルにより席は左側。オープニングでは「この会社のチョイ不良社長」と自己紹介している。
- 小野真弓[注 7] - 熱血社長秘書
2019年1月12日初登場。席は番組リニューアルにより八波社長の右隣。
- ブッチャーブラザーズ（ぶっちゃあ「熱血部長」、リッキー「熱血課長」）[注 8] - 熱血プレゼンター
基本は画面向かって左端に座っている（2019年のリニューアル後は、左端に社長・社長秘書以外全員が座っているが、2人は必ずその中の前列に座る）。2012年4月7日・14日は画面向かって右端に座っていた。
ぶっちゃあに関しては、これまでに何回か、自分の娘をロケに参加させている。
- 清宮佑美[注 7][注 9] - 熱血庶務課
2012年4月7日初登場。2012年～2018年までの席は八波社長の左隣。ラーメンと写真とウォータースポーツが好きで、後述の「リッキーのローカル鉄道オタク旅」ではSEASON8以降何度か共演しており、女性鉄道部員の1人である。
2013年5月でチバテレアナウンサーが出演しなくなったため、2013年6月～2018年12月までは進行および紹介されたお店の問い合わせ先紹介（今週のおさらい）を兼務していた。
2014年5月より開始された「清宮佑美のローカル鉄道オタク旅」（後述）では、清宮の母親（清宮弘子）もロケに参加している。「清宮佑美のローカル鉄道オタク旅」最終回の2014年7月12日放送では、母親が本番中副調整室に待機し[注 10]、その後清宮本人に内緒でサプライズ生出演した。母親にも「清宮ちゃんのお母さん」という肩書きがつけられたネームプレートが用意された。
2019年の番組リニューアルにより、いわゆるアシスタント業務を社長秘書の小野に譲ることとなり、席も後述する不定期出演者と同じ席に座ることになった。
2020年1月25日放送をもって鉄道部員及び番組を卒業。降板の挨拶も行われた。ところが、2020年3月7日放送から、鉄道部員限定で番組を復帰。最終回では、庶務課として再度生出演。

### 不定期出演者

#### 熱血非常勤社員・研修生・エージェント
2018年までは、殆どの場合は画面向かって右側に座っていた（出演者の人数により左側・ブッチャーブラザーズの後方など例外あり）。2019年以降は、前述のとおり左端に全員が座ることになり、下記のメンバーの中から毎週2、3人が出演していた。
以下は、最終回である2020年3月28日に出演していたメンバーを記載する。それ以前に事実上降板していたメンバーは、過去の出演者を参照。
- にしおかすみこ[注 11][注 7][注 12] - 熱血非常勤社員（旧：熱血エージェント→熱血半レギュラー?）
2010年4月10日初登場。2010年は熱血エージェントの1人として出演していた。後にスタジオ生出演するようになり、肩書きも「熱血半レギュラー?」となった。主にAKB48不在時にスタジオ生出演し、その活躍等が認められ、2011年1月8日放送で「熱血非常勤社員」となった。その後はエージェント報告に関係なく頻繁にスタジオ生出演しているが、2013年に「熱血研修生」枠ができて以降は2か月に1、2度の出演になっている。
- 伊倉愛美 - 熱血非常勤社員（旧：熱血 BO-SO ガール→新入社員候補→熱血研修生）
2013年3月9日初登場。2014年11月8日の途中までは熱血研修生として月に1・2回程度生出演していた。そしてこの日の途中から転機が訪れた。その日のコーナー「伊倉愛美の撮って出し情報!!」が終わった後、八波から「この番組に必要なのは生放送であり、明日にでも行けるようにホットな情報をお送りすることで必要であること」などから、エージェントとしての実績が認められ、伊倉を非常勤社員へ昇格することを告げられた。伊倉は驚きの様子だった。
- 水沢駿[注 13] - 熱血非常勤社員（旧：新入社員候補→熱血研修生）
2013年4月13日初登場。出演頻度や番組への貢献度などは、同じく熱血研修生であった伊倉・杉浦と同様であったが、クロちゃん同様にしばらくは「熱血研修生」の肩書きそのままでの出演を継続していた。2015年6月27日放送で、いわゆるゲテモノ料理の取材VTRが評価され、非常勤社員への昇格が告げられた。
- クロちゃん（安田大サーカス） - 熱血エージェント
初期はエージェントでVTR出演が多かったが、2011年以降はエージェント報告に関係なく頻繁にスタジオ生出演している。その点ではにしおか・伊倉・杉浦・水沢と共通しているが、「熱血非常勤社員」へは昇格せず、「熱血エージェント」の肩書きはそのままである。しかし、他番組への出演も増えてきて、徐々に当番組への出演機会が年数回程度と、熱血非常勤社員と比較しても出演頻度は極端に少ない。例として、2015年7月25日放送を最後に出演がない状態が続いていたが、2016年1月9日放送で約半年ぶりに生出演した。その後も2019年8月3日放送を最後に、出演がない状態が続いていたが、2020年1月11日放送で約5ヶ月ぶりの生出演した。その2019年は、僅か3回の出演であった。
番組改編期の『オールスター感謝祭』（TBS）当日やAKB48関連イベント、TOKYO IDOL FESTIVAL等がある場合はスタジオ生出演は欠席し、当日にクロちゃんのロケが放送される場合は他の社員が代理でプレゼンする。
運動関連の企画や、後述する「熱血ちばキャラ運動会」ではたいていの場合、市立稲毛高校のTシャツを着用して出演する（市立稲毛OBで、森田千葉県知事・ブッチャーブラザーズと同じくサンミュージック所属のお笑い芸人に小島よしおがいるが、クロちゃんは市立稲毛OBでもサンミュージック所属でもなく、どのような経緯で着用しているのかは不明。なお、小島は当番組に出演したことはない[注 14]。）。
- エヴァンス未希[注 15] - 熱血研修生
2017年9月16日初登場。初回は会社見学で生出演。2017年10月14日から「熱血研修生」として月に1・2回程度生出演。
- 緑川静香 - 利き酒師
2017年4月8日初登場。日本酒好きで、利き酒師（日本酒ソムリエ）の資格を持っている。主に、「酒蔵探訪」と「地の酒 地の肴」のコーナーを中心に不定期に生出演。2019年6月8日以来約10ヶ月ぶりに最終回に生出演。

#### 出演休止だった出演者
下記は2019年現在レギュラー出演していたが、諸事情により出演休止となり、番組終了により出演できなくなった出演者を記載する。
- 森田健作（千葉県知事）[注 16][注 7]  - 熱血相談役
「相談役」の肩書は、通例的に歴代の千葉県知事が千葉テレビ放送の相談役を務めているため、千葉県知事である森田もそれに基づいて相談役として出演している。
土曜日も千葉県知事としての公務（イベント出演など）があることが多いため、概ね月に1、2回程度の出演。あわせて、後述する選挙に伴うメディア出演自粛時は長期的に出演できなくなる。
後述する県知事選の出馬前2012年12月まで、お休みの場合は、熱血代役「モリケンパネル君」が設置されていた。
多少の例外はあるが、2018年までは大抵は八波社長の右隣に座っていた。「モリケンパネル君」も同様に八波社長の右隣に設置される（当日の出演者の人数によっては、場所が変わる場合もある）。2019年のリニューアル後は、社長・社長秘書以外が座る左側に座るが、ブッチャーブラザーズ同様必ず前列に座る。
なお、2012年12月22日 - 2013年4月13日までは2013年千葉県知事選挙出馬に伴うテレビ出演見送りに伴い[7]、出演を見合わせていた。ここから「モリケンパネル君」の設置と、森田が出演していたオープニングVTRの放送がされなくなった。2013年4月20日放送分より、再び「相談役」としての出演が、2013年3月23日放送で発表された。2017年1月～5月は2017年千葉県知事選挙出馬に伴うテレビ出演見送りに伴い出演していなかった。2017年6月3日放送分より、再び「相談役」としての出演。
2019年9月7日放送を最後に、台風などの影響により、出演ができない状態が続いていた。
- 鈴木希依子[注 7] - 熱血若女将（旧：熱血研修生） ※2013年4月 - 2014年2月まで準レギュラー、2017年10月 -2018年3月まで月1レギュラー、2019年1月 - 11月は毎週VTR出演
2013年4月13日初登場。
本業は木更津市にある料亭「宝家」の若女将。2014年2月までは熱血研修生として年数回の出演であったが、2015年6月6日の「クイズ 熱血ちばことば」で木更津の方言の紹介者として久々に登場。同時に、「熱血若女将」という新たな肩書きがつけられ、その肩書きのネームプレートも用意された。ただし、その2015年6月6日放送以後、しばらくは出演がなかった。そして、2017年10月14日放送の「若女将 鈴木希依子の熱血おもてなしイングリッシュ」のコーナーで約2年4ヶ月ぶりに生出演するとともに、同コーナーが2018年3月までの月1回企画のため、半年間ではあったが久々のレギュラー出演となった。2018年3月のコーナー終了で再び降板となったが、2019年1月に「若女将 鈴木希依子の熱血おもてなしイングリッシュ」がSEASON2（後にSEASON3にリニューアル）として復活し、毎週のレギュラーコーナーとなったため、再度出演となった。ただし、本業の女将業や後述する木更津周辺のメディア出演などの都合上、木更津市内の各名所からのVTR出演となっている。11月でSEASON3は終了となっていて、後日再開する旨が発表されていたが番組終了となったため、幻となった。
かつては『岸和田少年愚連隊 カオルちゃん最強伝説』など女優として活躍し、家業を継ぐようになってからはチバテレおよびbayfm、かずさエフエム、J:COM 木更津など地元木更津を中心とした県内で活動しており、『ハピはぴ・モーニング〜ハピモ〜』の「Info cute」リポーター、『もうすぐお昼ですよ』のMCなど多数の出演歴がある。

### 熱血ゲスト
下記以外にもコーナーや飛び入りでゲスト出演する人もいる。
- 京本政樹 - 2010年4月3日
- 安田大サーカス - 2010年4月24日、2011年1月8日、2014年9月6日はクロちゃんの他に団長安田とHIROが生出演。2012年1月21日は団長が生出演（HIROは出演なし）。2014年9月13日は団長がクロちゃんの代役で、「熱血エージェント代理」の肩書き付きで生出演（クロちゃんとHIROはVTR出演のみ）。
- 朝倉小松崎[注 7]、すっとんきょ[注 7]、イナズマライン[注 7]、竹内兄妹 - 2010年5月8日（竹内兄妹は後に「熱血正社員」としてレギュラー出演）
- Wコロン - 2010年7月24日
- 江渡万里彩 - 2010年11月20日（後に「熱血エージェント見習い」としてレギュラー出演）
- 堀口文宏（あさりど） - 2010年12月4日、2012年6月9日
- 田代沙織- 2011年12月3日（後に「熱血泥酔リポーター」として準レギュラーに）
- おかもとまり - 2011年12月24日、2012年2月4日（後に「熱血温泉ソムリエ」として準レギュラーに）
- 折井あゆみ（元AKB48） - 2012年1月28日
- 石井あす香[注 7] - 2012年8月11日
- 青山周平[注 7] - 2013年5月11日
- 市村沙樹[注 7] - 2013年6月15日
- 三遊亭金兵衛→三遊亭金朝[注 7] - 2013年9月14日、11月9日
- The BK Sound[注 7]（湘南乃風） - 2013年10月12日
- 永作あいり - 2013年11月2日、2014年11月15日
- 田中いちえ - 2014年2月1日
- スギちゃん - 2014年3月1日
- 中村麻里子[注 7][注 17][注 18]（元AKB48・元サンテレビアナウンサー） - 2014年5月31日
- 藤江れいな[注 7][注 19][注 18][注 20]（元NMB48・元AKB48） - 2014年6月14日
- 浦野一美（元AKB48・元SDN48） - 2016年3月12日
- 相川友希[注 7]（元SDN48） - 2016年7月16日、2018年7月7日、2019年7月6日
- La PomPon - 2016年8月27日
- 馬場良馬[注 7]、末永みゆ - 2016年9月3日
- 仮面女子（神谷えりな・川村虹花・月野もあ）- 2017年2月4日
- 三福エンターテイメント[注 21] - 2017年8月5日
- 川上愛 - 2017年9月9日
- MIO - 2017年12月23日
- 吉川七瀬[注 7]（AKB48チーム8千葉県代表） - 2018年6月30日
- JAGUAR[注 7]（チバテレ終身名誉応援団長） - 2019年7月6日
- 藤原MAX正紀[注 22] - 2020年3月14日

### 新入社員候補→熱血研修生
AKB48と江渡の降板、ならびに「チーバくん大使」枠廃止を受け、空席となっていたアイドル枠として2013年3月新設。席はAKB48・江渡・チーバくん大使と同じ画面向かって右端。当初は「熱血 BO-SO ガール」ないし「新入社員候補」であったが、ネームプレートには肩書きが記載されていなかった。2013年4月より現在の「熱血研修生」という肩書きになった。
2014年までは、前述の伊倉・杉浦・水沢・遠藤・鈴木と、柚月美穂のいずれかが出演していた。2015年以降は伊倉・杉浦・水沢の非常勤社員への昇格（杉浦は後に事実上降板）、鈴木に新たな「熱血若女将」の肩書きがつく→後に事実上降板、宮沢が新加入→後に事実上降板、柚月・遠藤が事実上降板したことから、2017年5月～9月までは「熱血研修生」の肩書を持つレギュラー出演者はいなくなっていた。2017年10月からエヴァンスが、11月からお侍ちゃんが、2018年2月から木島が新たに熱血研修生として加わった。
なお、太字になっているメンバーは、太字で記載された日付けで「熱血非常勤社員」に昇格したことを示している。

### ナレーター
- 中村和正
- 高柳亜弓
- 宮脇理恵子
- 溝口華央

### 頻出出演者
毎回、地元千葉県のあらゆる企業・グループ・人がプレゼンなどで出演する。その中でも、下記の小泉市長はあくまでゲストなので「熱血BO-SO社」社員ではないものの、準レギュラー扱いで年数回は出演している。また、以前は栄町関連で、栄町在住の「千葉県"住みます"芸人」であるゴールデンボーイズが出演していた時期もあった。
- 小泉一成（成田市市長）[注 7]
当番組で成田市を取り上げることが多く、その際市長が殆どの場合にスタジオ生出演していて、ほぼ準レギュラーのような扱いである（出演できない場合でも、関根賢次副市長や市役所職員が出演する）。エンディングで得意のなぞかけを披露するのが恒例となっている。また、当番組のことを常に気にかけているようであり、スタジオに飾られていた「うなりくん」（成田市のゆるキャラ）のぬいぐるみが小さめで目立たないことから、市長自ら大き目のサイズのぬいぐるみを提供したこともある（2012年12月15日放送より）。
最終回にも「歴代最多出演ゲスト」として、関根副市長・うなりくんと共に出演。小泉市長は37回出演していたことも発表された[注 24]。

### 過去の出演者
- 坂口千夏[注 25] - NEWSチバ600キャスター（2010年4月3日 - 10月2日）
- 小林アナ[注 26] - 熱血エージェント（2011年1月 - 4月頃）
元新潟テレビ21アナウンサー。2013年3月までチバテレアナウンサーであった笠井さやかは新潟テレビ21時代の後輩にあたる。当時現役局アナであった谷岡をライバル視することも多かった。
- 野呂佳代（元AKB48・元SDN48）[注 27] - 熱血エージェント（2010年）
- チーバくん - 2011年9月まで毎週スタジオに登場していたが、2011年10月以降はレギュラーとしては出演せず、県内で行われたイベント等の映像に映りこんでいることがある程度である。2013年4月のリニューアル以後は、スタジオ内にうなりくんなどと共にぬいぐるみが飾られ、2014年6月7日にゲスト出演していた。[注 28] - 千葉県マスコットキャラクター（2011年1月 - 2011年9月）
- AKB48 - 熱血新入社員（2010年4月 - 2011年6月、2011年6月のみ「熱血アイドル社員」）
番組開始当初はAKB48のうち秋元才加[注 29][注 7][注 18][注 30]・倉持明日香[注 31][注 18]が「熱血新入社員」であったが、後にAKB48からの出演者は全員「熱血新入社員」（「熱血アイドル社員」）として扱われた。ただし、「熱血アイドル社員」変更後もネームプレートは「熱血新入社員」のままであった。
2011年7月より出演しなくなった。ただし番組内では特に降板した等の説明はないままであったが、2012年5月12日放送（木更津市のご当地アイドルである「キサらぶガールズ」が出演したとき）で、八波が「AKB48に見切りをつけられた」と発言しており、降板したことを番組内で初めて言及したかたちとなった。
降板後も何かとピンチの際にAKB48の存在を意識しており、2012年6月9日放送のオープニングで、放送3日前に行なわれた「AKB48第4回選抜総選挙」のことに触れ、クロちゃんが実際に日本武道館に行き、選抜総選挙のエピソードを熱く語った。そして総選挙16位選抜メンバー入りし、本番組にも出演経験のある梅田彩佳のことに触れると、八波が「梅ちゃん、戻ってきてくれ。」と叫んだ。2013年2月16日放送でも、元々AKB48の担当だった「熱血スイーツコレクション」で、谷岡の進行がグダグダだった際に八波が「AKB48、戻ってきてくれ。」と叫んだ。
席は画面向かって右端。降板後はこの位置に2012年3月まで江渡が座っていた。
AKB48の公式ホームページのメディアスケジュール欄には2011年10月まで記載されていたが、同年11月から削除された。なお、番組公式ホームページには2012年4月28日にホームページがリニューアルしたため、削除されたが、過去に放送した写真は現在も載っている。2011年11月のチバテレ月間番組表には出演者として「AKB48」の記載があったが[8]、2012年1月のチバテレ月間番組表からは出演者からAKB48が削除された[9]。
当時の出演メンバーは以下のとおり。

- 江渡万里彩[注 34][注 7]　 - 熱血エージェント見習い（旧：熱血エージェント見習い、2011年6月 - 2012年7月）
2011年6月から2012年3月までは「熱血エージェント見習い」として毎週スタジオ出演（席は元々AKB48枠であった画面向かって右端）。2012年4月以降も極稀に不定期出演していて、肩書きは「熱血エージェント見習い」（Wikipediaで表現できないためこの表記としているが、正確には、「熱血エージェント見習い」の文字が×印で潰されている形）となっていた。2012年7月の出演を最後に以後の出演がない。
- チーバくん大使（千葉県の魅力を、ブログやFacebookなどで海外に発信する在日外国人[10]）
2012年4月-9月に登場。月替わりで2名登場するが、毎週出演するわけではない（おおむね2週に1度の割合で出演）。他のメンバーと異なり、コーナーのプレゼンは行わず、出身国との違いなどを述べるコメンテーターのような役割である。出演者と出身国は以下のとおり。

- 竹内兄妹（竹内経宏・竹内夕乃・竹内いく実）[注 35][注 7] - 熱血プレゼンター（旧：熱血正社員、2010年11月 - 2012年9月）
2010年11月から2012年3月までは「熱血正社員」として毎週スタジオ出演（ぶっちゃあとリッキーの部下の扱い、特に決まった席は設けられていなかった）。2012年4月以降は不定期出演で「熱血プレゼンター」の肩書きになり、エージェント報告に関係なく頻繁にスタジオ生出演していたが、2012年9月を最後に以後の出演がない。ただし、「熱血BO-SOサイダー」及び発売元のジャパンフーズのCMには2013年まで竹内兄妹が出演していたものが放送されていた。
正社員に昇格した2010年11月13日放送では、柏市逆井商店会のさかサイ君から、正社員昇格祝いの祝電が届いたこともある。
- ムーラン（Moulin、村尾昌美） - 熱血フォトグラファー
熱血フォトグラファー関連企画に出演。2011年は、7月16日放送の銚子スペシャルと、11月19日放送のフォトグラファー企画に生出演。2012年までに数回の出演。
- 房の駅商品開発部社員
食べ物に関するコーナーにおいて、房の駅の新商品や季節の商品を紹介していて、番組開始当初より頻繁に出演していたが、2013年以降は出演していない。
- おかもとまり - 熱血温泉ソムリエ
「温泉ソムリエ」の有資格者であり、後述する「熱血 BO-SO温泉」コーナー専属で、2011年12月より「熱血 BO-SO温泉」があるときのみ出演。2012年3月17日放送で「熱血温泉ソムリエ」の肩書きがついた。後に「熱血 BO-SO温泉」以外のコーナーにも出演することがあったが、2013年3月の熱血研修生枠ができてからは出演していない。
- 田代沙織[注 36] - 熱血泥酔リポーター
2011年12月3日放送で初登場し、2012年5月19日放送で「熱血泥酔リポーター」の肩書きがついた。2013年以降は出演がない。
- 小日向えり - なるほど BO-SO 教室
2013年10月12日-2014年3月8日に、「なるほど BO-SO 教室」のレギュラーとして、毎月第二土曜日に出演。
- 仲谷明香[注 7]（元AKB48） - 熱血BO-SO登山部
2013年10月5日-2014年3月29日に、「熱血BO-SO登山部」のレギュラーとして、毎月第一土曜日に出演。AKB48時代にも、「熱血新入社員」として出演していた。
- 谷岡恵里子（当時チバテレアナウンサー、現：フリーアナウンサー）。 - 熱血元秘書（旧：熱血社長秘書→熱血秘書）
番組開始当初から2012年3月まで（チバテレアナウンサー時代）は「熱血社長秘書」として、席は八波社長の左隣で出演していた。熱血社長秘書時代は、秘書のイメージ作りでメガネを着用していた[注 37]。また、冒頭の挨拶で八波が谷岡をからかう発言をすると、横にある卓上ベルを鳴らして発言を制止するのがお約束でもあった（現在八波の横に座っている清宮には卓上ベルがない）。
チバテレ退職に伴い、2012年3月を最後に降板と見られていたが、「ぐるっと房総 道の駅の旅」を引き続き担当することになり、コーナーがあるときには必ず出演するほか、他のコーナーでも頻繁にスタジオ生出演している。肩書きは「熱血秘書」（Wikipediaで表現できないためこの表記としているが、正確には、「熱血秘書」の文字が×印で潰されている形）となり、メガネは着用しなくなった。現在も、卓上ベルは谷岡が出演するときのみ用意されている。
2013年4月からは新たに「熱血元秘書」という肩書きがつけられた。2013年7月は『速報!今日の高校野球』MCのため全てお休み。この頃より、アニマルコミュニケーションの講座開講やAKB48関連イベント参加のため土曜日の都合がつかないことが多く、出演頻度は少なくなっている。2013年12月の「熱血ちばキャラ運動会」に出演した以降は出演しておらず、前述のとおりレギュラー出演者から名前は削除された。
その後もごく稀ではあるが番組出演しており、2014年8月9日放送で久々に出演してびっくりさせていた。そこから2年後の2016年12月17日・24日には「熱血ちばキャラ運動会」の司会として久々に出演した。さらに、2018年3月31日放送では、番組400回を記念して約1年4ヶ月ぶりに生出演した。そこでは現在長野県に住んでいることを明かした。
- 木村佳那子（当時チバテレアナウンサー、現：フリーアナウンサー）[注 7] - 進行役（2012年4月 - 2013年5月）、それ以降は不定期出演
2012年3月で谷岡がチバテレを退職したため、4月以降は木村が担当。谷岡は「熱血社長秘書」の肩書きであったが、木村には肩書きがなかった。画面向かって左端にずっと立った状態で進行する。また、谷岡と異なりメガネは着用しない。
前任の谷岡同様、当日の『NEWSチバ600』のキャスターも兼任しているため、ニュースの最後に「このあとは『熱血BO-SO TV』です。」とコメントしている。2012年10月からは天気予報（2013年3月まで『アクアワールド・大洗天気予報』）を挟まずにすぐ当番組放送となったため、CM中の2分程度でスタジオ移動していた。
2013年6月以降、チバテレアナウンサーを報道番組に特化させることになったため、降板した。ただし、土曜の『NEWSチバ600』では「このあとは『熱血BO-SO TV』です。」のコメントは継続されている（木村だけでなく、他のアナウンサーが担当した場合も行われる）。また、一部コーナーでのナレーションで登場することがある。
降板後は2014年2月8日（大雪警報発令）と、8月9日（台風11号接近）といずれも悪天候時にその情報を伝えるため出演。8月9日では、VTRで紹介された富津市名物のひじきパンを社員たちに配る一幕もあった。結果的にこの日が最後の出演であり、その後2015年3月にチバテレを退職した。
- 柚月美穂[注 7] - 熱血研修生（旧：熱血 BO-SO ガール→新入社員候補）
2013年3月23日初登場。2014年までは月に1・2回程度生出演していた。2015年以降は一度も生出演がなく、事実上2014年で降板したとみられる。
- 宮沢セイラ[注 7][注 38] - 熱血研修生
2015年6月20日初登場。新たに熱血研修生として加わって、不定期に出演。ちなみに父は、サッカー解説者の宮澤ミシェル。父も出演当時、チバテレの番組『ビジネスフラッシュ 2nd Stage』に出演中であった。2015年下半期より出演機会が減少しており、2016年8月6日以降は出演がなく、事実上降板したとみられる。
- 遠藤三貴（元：仮面ライダーGIRLS） - 熱血研修生（旧：熱血 BO-SO ガール→新入社員候補）
2013年3月30日初登場。2014年までは月に1・2回程度生出演していた。2015年1月10日以降生出演していなかったが、10月10日にちょうど9ヶ月ぶりに生出演し、その後は再度月に1・2回程度生出演している。
2016年5月28日より開始した「リッキーのローカル鉄道オタク旅 SEASON 17 流鉄流山線PART2」では、これまでの清宮に代わる女性鉄道部員として出演している。しかし2017年4月29日以降は出演がなく、番組ホームページの出演者にも掲載がなくなっているため、事実上降板したとみられる。
- 杉浦琴乃[注 39] - 熱血非常勤社員（旧：熱血 BO-SO ガール→新入社員候補→熱血研修生）
2013年3月30日初登場。2014年11月29日の途中までは熱血研修生として月に1・2回程度生出演していた。伊倉同様に、この日の途中で転機が訪れ、この日にプレゼンした「クイズ 熱血ちばことば」の企画がよかったとのことで、非常勤社員へ昇格することを告げられた。しかし2017年5月13日以降は出演がなく、番組ホームページの出演者にも掲載がなくなっているため、事実上降板したとみられる。
- 千葉宗幸[注 7]（チバハラ） - 2017年出演当時は、肩書は特にない（旧：熱血 BO-SO調査隊）
2015年4月25日初登場。森田相談役やブッチャーブラザーズ同様、サンミュージック所属。この熱血 BO-SO調査隊日は次回の宣伝のため、番組の最後に登場。5月以降は月一レギュラーとして「熱血 BO-SO調査隊」のコーナーレギュラーとして出演。コーナーが終了し一旦は不定期出演を続けていたが、こちらもクロちゃん同様に一時期、2016年4月16日以降は出演がない状態が続いていた。2017年5月20日放送で約1年1ヶ月ぶりに生出演（ただし、特に肩書は持っておらず、肩書の欄は「たまに出てくる」との字幕で紹介）し、その後は再度月に1・2回程度生出演していたが、同年8月5日以降は再度出演がない状態が続いている。
- お侍ちゃん - 熱血研修生
2017年8月26日初登場。初回は会社見学で生出演。2017年11月25日から「熱血研修生」として不定期に生出演。しかし、2018年9月の出演を最後に出演がなく、事実上降板したとみられる。
- 佐藤玖美 - 熱血庶務課
2019年1月12日初登場。2018年まで庶務課は清宮のみであったが、2019年は清宮と佐藤の2人が庶務課として出演。清宮同様、不定期出演者と同じ席に座る。12月21日放送をもって番組を卒業、降板の挨拶も行われた。
- 木島杏奈 - 熱血研修生
2018年1月20日初登場。初回は会社見学で生出演。2018年2月3日から「熱血研修生」として月に1・2回程度生出演。2019年8月24日放送が最後の出演である。
- 谷亜沙子 - 熱血お試しリポ（熱血お試し中）
2019年8月3日初登場。フリーアナウンサーでありながら、特技が大食いという持ち主。主に、食リポのコーナーを中心に不定期に生出演。2019年10月5日放送が最後の出演である。

## コーナー
ここでは、比較的多く行われるコーナーに関して説明する（単発や数回程度のコーナーは除く）。

### リッキーのローカル鉄道オタク旅
リッキー課長のプレゼンで、リッキーが千葉県内のローカル線を旅する定番企画。毎年年末年始には、当番組の特別編としてこのコーナーが放送されている。
1つの路線につき概ね6週前後かけて放送する。つまりは、1回のロケで6週前後引っ張る構成である。回を重ねるごとに1つの路線での放送数は増えてきており、2012年9月から2013年2月にかけて放送された小湊鉄道編PART2は放送18回に及んだ。収録が2012年夏だったこともあり、2013年以降（冬の時期）になって半袖に半ズボンやハーフパンツで電車通学する小学生が登場する回が放送されるなど、収録時期と放送時期とで季節感のミスマッチも発生した。以後も放送回数が多いため、終盤にさしかかるにつれ、必ずと言っていいほど放送時期とVTRの服装で季節感のミスマッチが発生するのがお約束である。
元々は、「熱血投稿ビデオ!!（写真も可）」のコーナーにリッキーが駅弁の包み紙コレクションを投稿し、それを見たスタッフが「BO-SO TVは生放送で何があるか分からないので、いざというときに放送できる内容」として検討されたのがコーナー開始のきっかけである。実際に、2012年10月13日放送で「いざというとき」が発生したため、当コーナーが2回連続放送と異例の状況になった。
コーナーの主な特徴を列挙すると、以下のとおりである。
- リッキーの鉄道オタクぶりが発揮されるコーナーである。そのため、鉄道や旅行ファンを中心に「もっと他の路線でもやってほしい」、「毎回やって欲しい」などお便りの多い人気コーナーである。ただし、基本は鉄道オタク目線のマニアックな内容なので、特に女性陣は内容についていけないことも多い。
  - ただし、女性陣の中で清宮だけは写真が趣味ということもあって、SEASON8の小湊鉄道編PART2において鉄道写真撮影で共演し、不定期出演する鉄道オタクのチバテレ社員（SL関連企画のみ出演）と共に「鉄道部員」の1人となった。以後も不定期にリッキーと共演している。更には、2014年5月24日より、清宮の母親と銚子電鉄を旅する「清宮佑美のローカル鉄道オタク旅」が開始している。
  - また、SEASON 17（流鉄流山線）からは遠藤も参加しており、徐々にではあるが鉄道部員を増やしている状況にある（ただしこのときはリッキーと遠藤でのロケであったため、清宮をあわせた3人旅ではない）。
- 2014年8月9日の放送でリッキーの方を本命と言い、清宮親子の方を番外編と言っている。
- 後述する数々のリッキーのやりたい放題に対し、八波社長をはじめ社員から苦言が多い。
- 何かよからぬことを企んでいる・隠しているのではないかと八波社長に指摘されると、カメラがズームアップして、リッキーが怪しげな顔（清宮曰く「ニヤリ顔」）になる。大抵の場合、八波社長の不安は的中しており、この特徴が2013年1月26日放送でも紹介されている。清宮が参加している旅の場合は、同じく八波社長に隠し事などを指摘されると、清宮もニヤリ顔になる。
- コーナー全体のゆるさも特徴の1つで、2012年6月9日に三重テレビの『ええじゃないか。』の特番枠宣伝でゲスト出演した堀口文宏（あさりど）は、このコーナーを見た後開口一番に「三重（テレビ）にはこんなゆるい番組はない」と評している。実際、コーナー開始前に八波社長が「なんともゆるーいコーナーです」と紹介し、その後に清宮が「タイトルコールはシャキッといきましょう」というのがお約束になっている。
- 各路線の初回（ひどいときは2回目も）は電車にすら乗らないことが多い。駅周辺を寄り道したり、鉄道・駅弁等のうんちくを長々と語ることが多い。
- それ以外の回でも鉄道のうんちくを長々と語るため、殆どの場合VTR早回しかカットで対応する。
- 回によっては車両や車窓の映像・リッキーが座席に座っている（または撮り鉄になっている）カットだけで終わることがあり、更には1駅も進まない（ひどいときは逆戻りする）ことがある。このような展開で終了が延び延びになりやすい。
- いい鉄道写真を撮るためだけの目的で「熱血BO-SO社」の経費を許可なく使うことがある。例として、2012年5月12日放送では安食駅で下車して、長門川に架かる鉄橋で写真撮影するためだけの目的で、会社の経費でタクシーを利用して安食駅から長門川に向かっていた。SEASON10でも崖観音への移動にタクシーを利用したが、経費としては認められなかった。

### 現在行われているその他のコーナー
多数あるため、伸縮型メニューで表記する。以下は、2017年に行われた実績のあるコーナーを挙げている。

### 年1回程度恒例となっているコーナー
多数あるため、伸縮型メニューで表記する。

### 終了したコーナー
多数あるため、伸縮型メニューで表記する。

## 放送日程
2013年12月14日放送で長生村のゆるキャラが登場したことで、2013年現在存在する、千葉県内全ての市町村が紹介された。